# Cefoperazona
Cefoperazona es el nombre genérico de un antibiótico del grupo de las cefalosporinas de tercera generación. Es una de las pocas cefalosporinas con acción antibiótica efectiva en el tratamiento de infecciones por Pseudomonas.

## Mecanismo de acción
La cefoperazona inhibe la síntesis de la pared celular bacteriana y, cuando se combina con sulbactam, inhibe la betalactamasa. La combinación de cefoperazona/sulbactam (Sulperazon®) se comercializa en Europa, Asia y Latinoamérica, pero no está licenciada por la Administración de Alimentos y Medicamentos estadounidense.

## Efectos colaterales
La cefoperazona puede causar una reacción tipo disulfiram con la ingesta concomitante de alcohol como consecuencia de la inhibición de la acetaldehído deshidrogenasa.